# Toponica, Malo Crniće
Toponica (izvirno srbsko Топоница) je naselje v Srbiji, ki upravno spada pod Občino Malo Crniće; slednja pa je del Braničevskega upravnega okraja.

## Demografija
V naselju živi 782 polnoletnih prebivalcev, pri čemer je njihova povprečna starost 41,6 let (40,8 pri moških in 42,4 pri ženskah). Naselje ima 292 gospodinjstev, pri čemer je povprečno število članov na gospodinjstvo 3,32.
To naselje je, glede na rezultate popisa iz leta 2002, večinoma srbsko.
|  |

| Demografija | Demografija     | Demografija     |
| Leto        | Št. prebivalcev | Št. prebivalcev |
| ----------- | --------------- | --------------- |
|             |                 |                 |
|             |                 |                 |
|             |                 |                 |
|             |                 |                 |
| 1948        | 1938            |                 |
| 1953        | 2005            |                 |
| 1961        | 1946            |                 |
| 1971        | 1741            |                 |
| 1981        | 1614            |                 |
| 1991        | 1374            | 1112            |
| 2002        | 1303            | 969             |
|             |                 |                 |

| Etnična sestava po popisu iz leta 2002 | Etnična sestava po popisu iz leta 2002 | Etnična sestava po popisu iz leta 2002 | Etnična sestava po popisu iz leta 2002 | Etnična sestava po popisu iz leta 2002 |
| -------------------------------------- | -------------------------------------- | -------------------------------------- | -------------------------------------- | -------------------------------------- |
| Srbi                                   | Srbi                                   |                                        | 934                                    | 96,38%                                 |
| Romi                                   | Romi                                   |                                        | 20                                     | 2,06%                                  |
| Romuni                                 | Romuni                                 |                                        | 3                                      | 0,30%                                  |
| Makedonci                              | Makedonci                              |                                        | 3                                      | 0,30%                                  |
| Hrvati                                 | Hrvati                                 |                                        | 1                                      | 0,10%                                  |
| Neznano                                | Neznano                                |                                        | 4                                      | 0,41%                                  |